# Frederik Winther
Frederik Franck Winther (ur. 4 stycznia 2001 w Gentofte) – duński piłkarz występujący na pozycji obrońcy w niemieckim klubie FC Augsburg oraz w reprezentacji Danii do lat 20. Wychowanek Boldklubben 1903, w trakcie swojej kariery grał także w Lyngby BK.